# 부꾸미
부꾸미는 한국의 전통 음식으로, 명절 등에 주로 먹는 음식이다. 부드러운 떡 안에 팥 고물이 들어가는 것이 보통이다. (지방이나 가격에 따라 재료나 만드는 방법이 조금 다를 수 있다.)

## 만드는 법
1. 찹쌀 가루와 멥쌀 가루를 2:1 정도의 비율로 섞어 찬물로 반죽한다. 찹쌀 가루가 많아지면 쭉쭉 늘어져 모양을 만들기 힘들며, 뜨거운 물을 사용하면 반죽이 서로 달라붙어버린다.
2. 팥은 푹 쪄서 절구 등으로 적당히 으깨어준다. 으깬 팥은 손으로 뭉쳐 고물 덩어리를 만든다.
3. 쌀반죽을 덩어리로 뭉쳐 후라이팬에 납작하게 지진다. 노릇노릇하게 지져지면 팥고물을 넣고 반죽으로 감싸 손으로 붙여 봉합한다.

## 같이 보기
- 주악
- 화전